# 施氏近鯰
施氏近鯰，為輻鰭魚綱鯰形目鯰科的其中一種，為熱帶淡水魚，分布於亞洲蘇門答臘、馬來半島、泰國東南部與柬埔寨南部淡水流域，體長可達16公分，棲息在底層水域，生活習性不明。

## 扩展阅读
維基物種上的相關：施氏近鯰